# Zelleria
Zelleria är ett släkte av fjärilar som beskrevs av Henry Tibbats Stainton 1849. Zelleria ingår i familjen spinnmalar.

## Bildgalleri

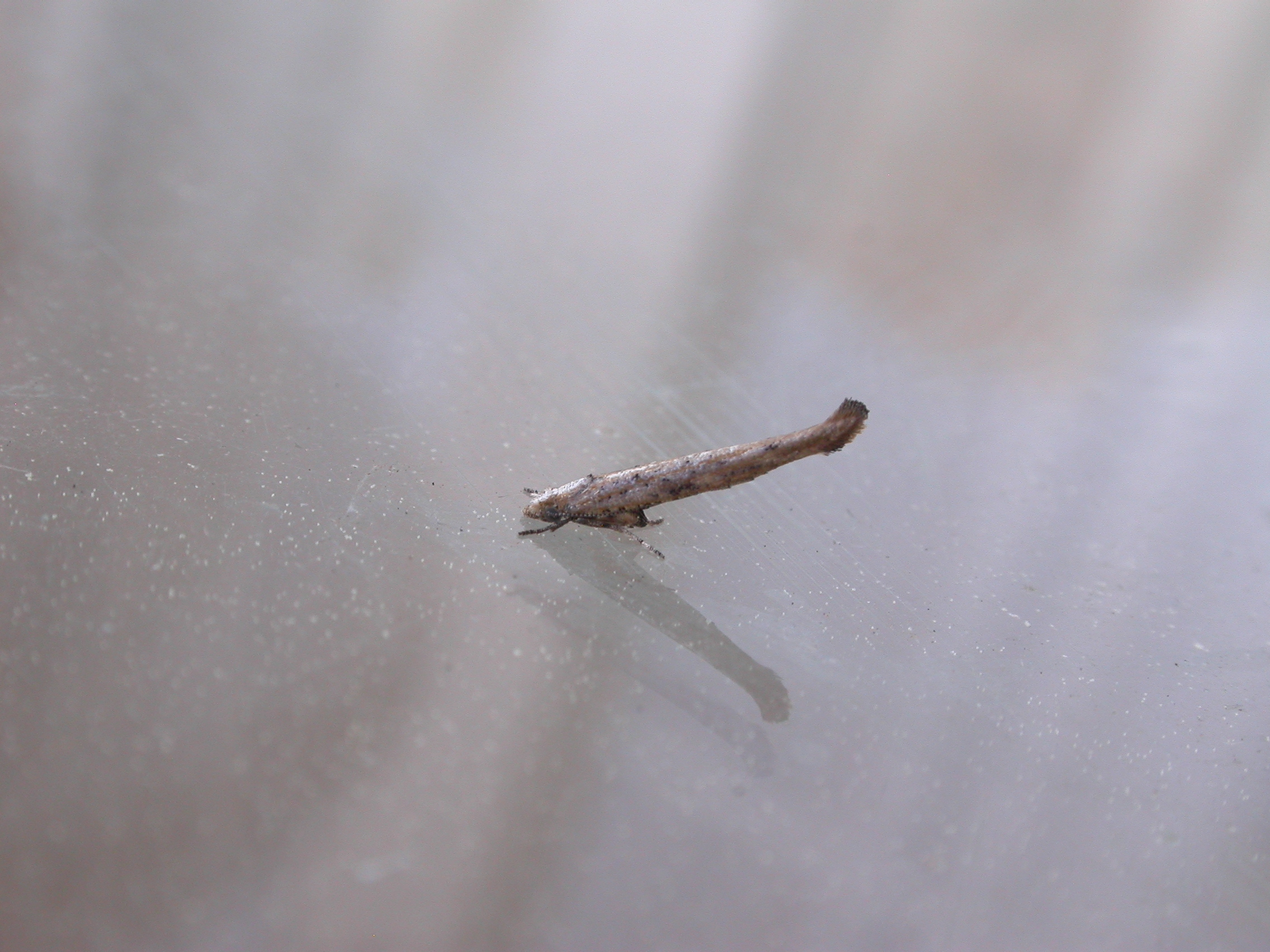
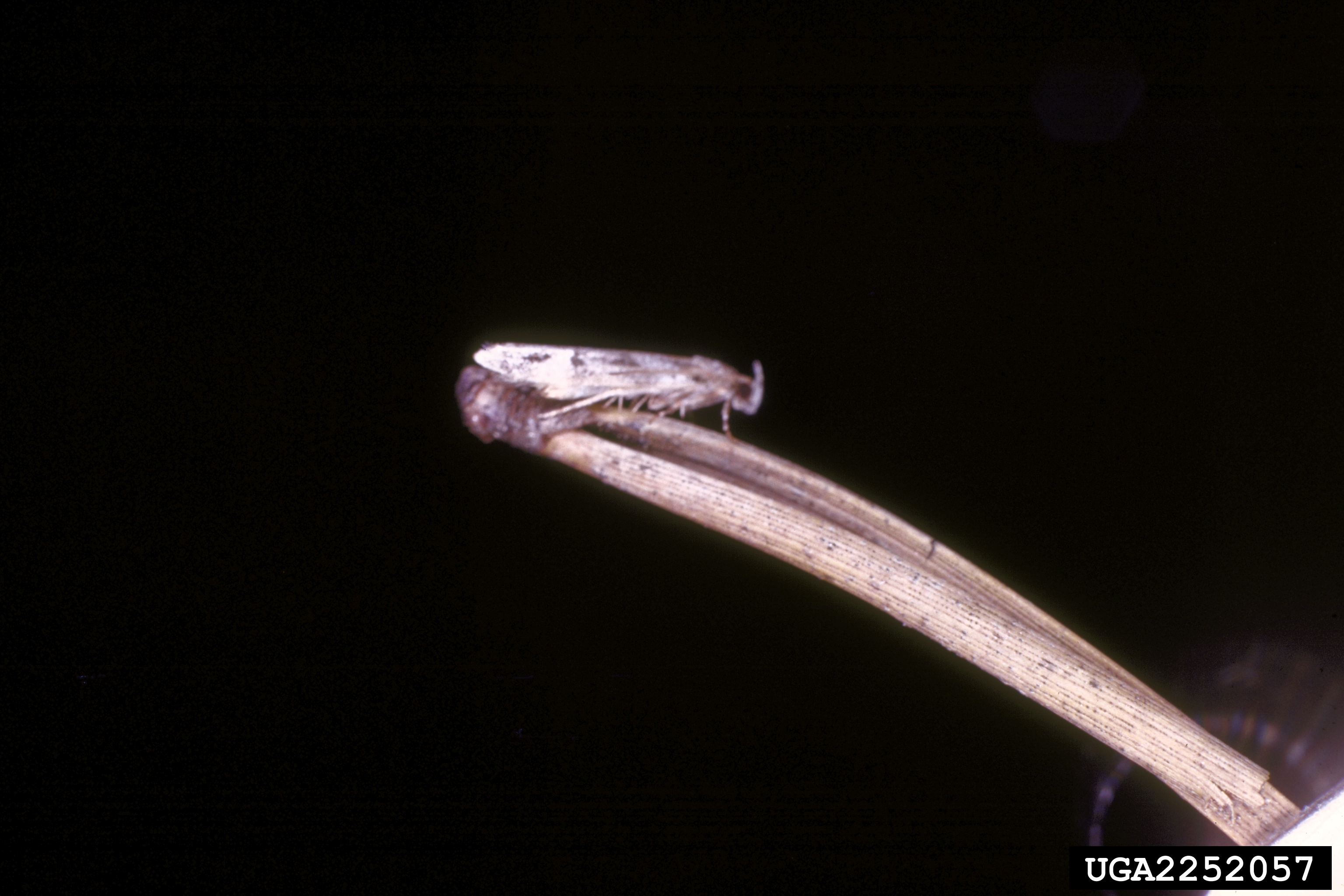
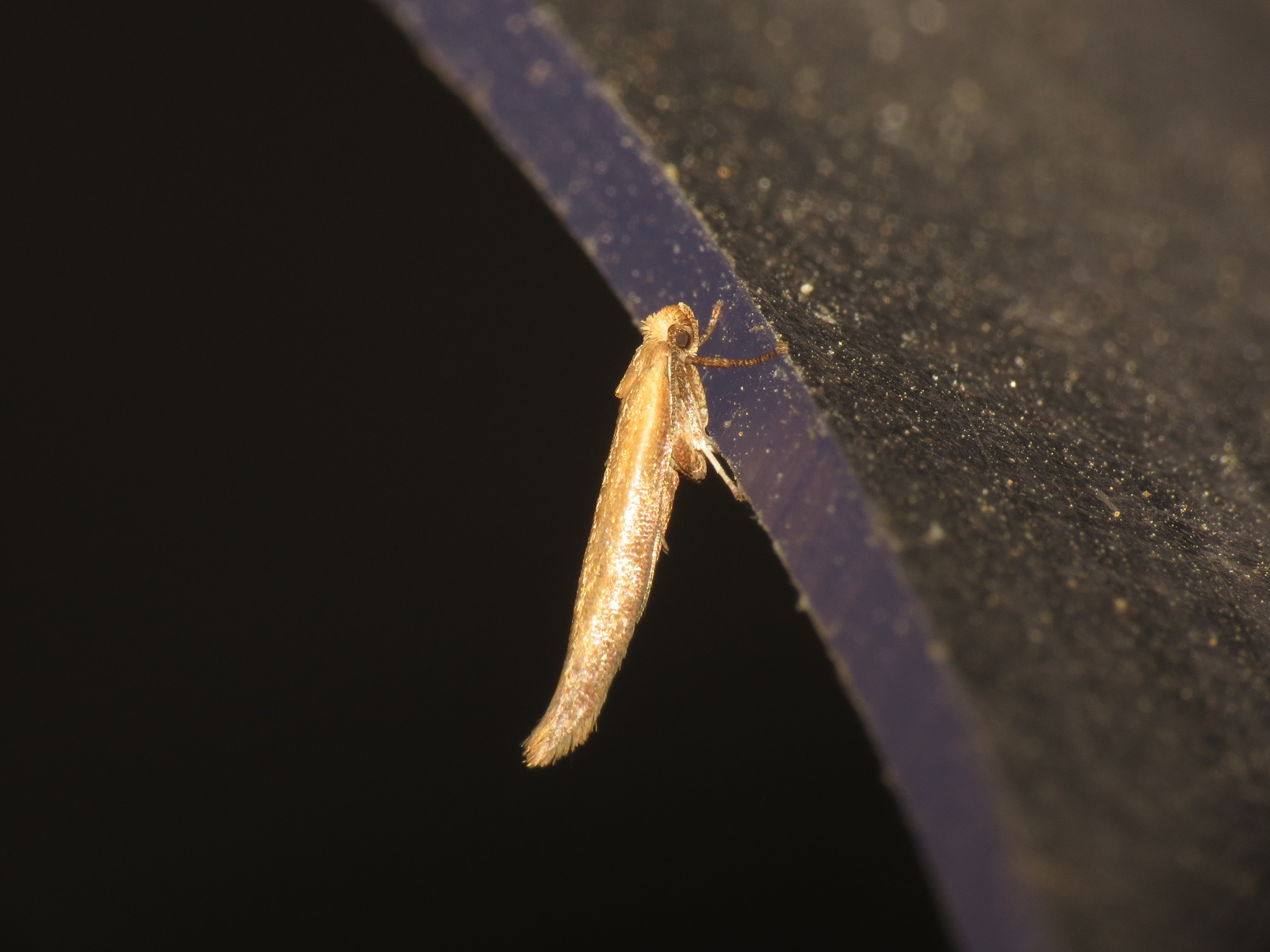
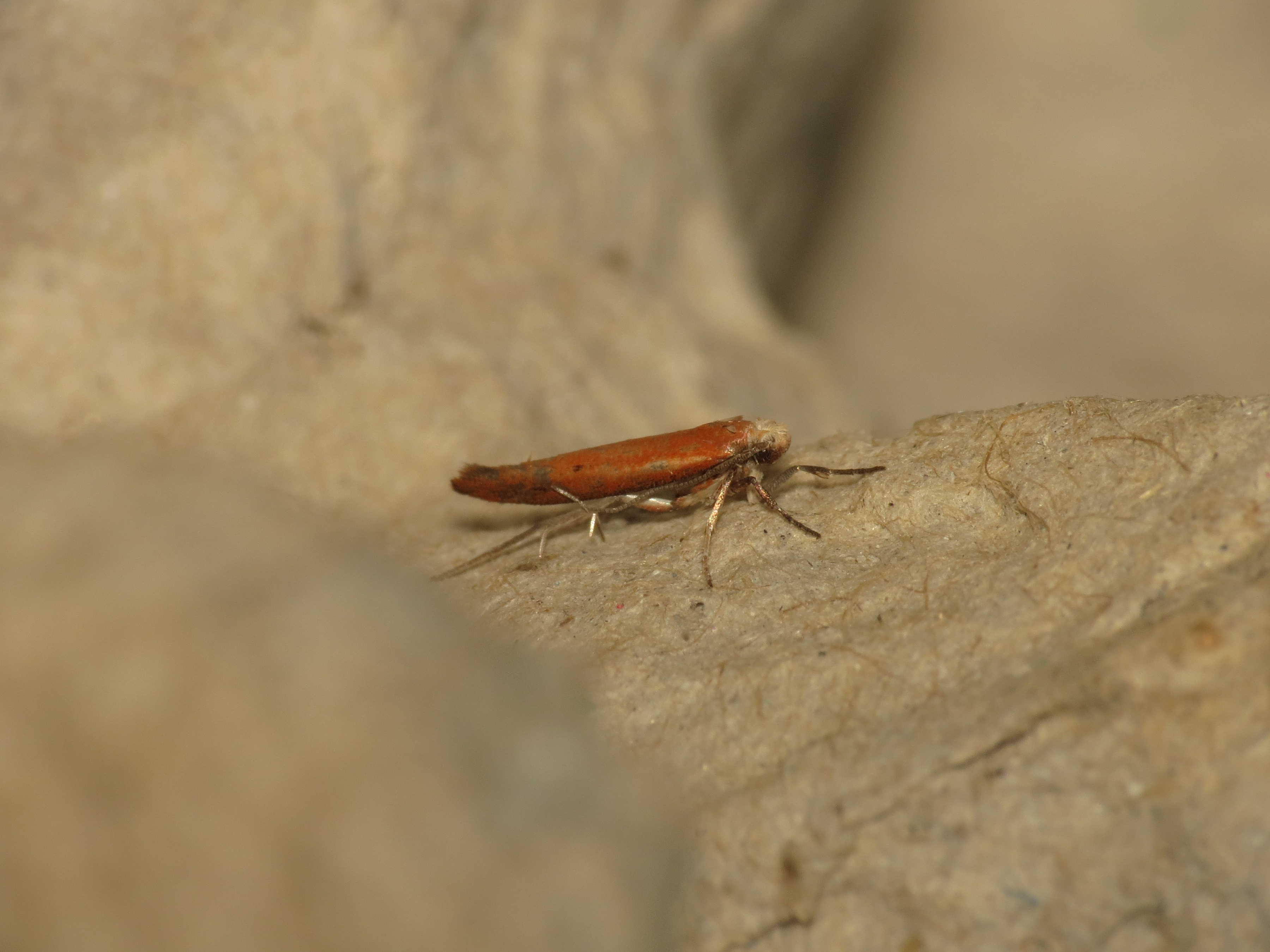
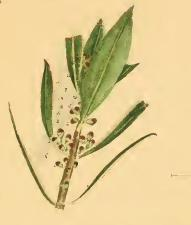
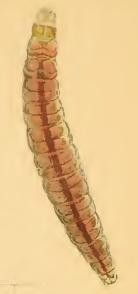

## Dottertaxa tillZelleria, i alfabetisk ordning[1][2]
- Zelleria abisella
- Zelleria afflictella
- Zelleria alterella
- Zelleria aphrospora
- Zelleria araecodes
- Zelleria arizonica
- Zelleria bradleyi
- Zelleria callidoxa
- Zelleria chalcoleuca
- Zelleria cirrhoscia
- Zelleria citrina
- Zelleria coniostrepta
- Zelleria cremnospila
- Zelleria cryptica
- Zelleria cynetica
- Zelleria deformis
- Zelleria elongata
- Zelleria euthysema
- Zelleria fusca
- Zelleria gracilariella
- Zelleria haimbachi
- Zelleria hemixipha
- Zelleria hepariella
- Zelleria impura
- Zelleria insignipennella
- Zelleria isopyrrha
- Zelleria joannisella
- Zelleria leucoschista
- Zelleria leucostrota
- Zelleria loranthivora
- Zelleria maculata
- Zelleria malacodes
- Zelleria memorella
- Zelleria metriopa
- Zelleria mystarcha
- Zelleria nivosa
- Zelleria notoleuca
- Zelleria oleastrella
- Zelleria orthopleura
- Zelleria panceuthes
- Zelleria parnassiae
- Zelleria perimeces
- Zelleria phillyrella
- Zelleria pistopis
- Zelleria plumbeella
- Zelleria porphyraula
- Zelleria proterospila
- Zelleria pyri
- Zelleria pyroleuca
- Zelleria restrictellus
- Zelleria ribesella
- Zelleria rorida
- Zelleria scambota
- Zelleria semitincta
- Zelleria sigillata
- Zelleria sphenota
- Zelleria strophaea
- Zelleria stylograpta
- Zelleria taxella